# Kenmare (Dakota del Norte)
Kenmare es una ciudad ubicada en el condado de Ward en el estado estadounidense de Dakota del Norte. En el censo de 2010 tenía una población de 1096 habitantes y una densidad poblacional de 340,44 personas por km².

## Geografía
Kenmare se encuentra ubicada en las coordenadas 48°40′23″N 102°4′20″O / 48.67306, -102.07222. Según la Oficina del Censo de los Estados Unidos, Kenmare tiene una superficie total de 3.22 km², de la cual 3.22 km² corresponden a tierra firme y (0%) 0 km² es agua.

## Demografía
Según el censo de 2010, había 1096 personas residiendo en Kenmare. La densidad de población era de 340,44 hab./km². De los 1096 habitantes, Kenmare estaba compuesto por el 95.89% blancos, el 0.18% eran afroamericanos, el 0.64% eran amerindios, el 0.73% eran asiáticos, el 0% eran isleños del Pacífico, el 1.19% eran de otras razas y el 1.37% pertenecían a dos o más razas. Del total de la población el 2.55% eran hispanos o latinos de cualquier raza.